# Metaparagia hua
Metaparagia hua är en stekelart som först beskrevs av Roy R. Snelling 1986.  Metaparagia hua ingår i släktet Metaparagia och familjen Masaridae. Inga underarter finns listade i Catalogue of Life.